# 1940 في المغرب
تحتوي هذه المقالة على أهم الأحداث التي شهدتها المغرب في 1940، إضافة إلى أهم الشخصيات المغربية المولودة والمتوفية في هذه السنة.

## الحكم
- السلطان: محمد الخامس
- الحكم للإدارة الفرنسية في المغرب الحماية الفرنسية على المغرب 1912 - 1956.

- منطقة شمال المغرب وقتها كانت تحت حكم إسبانيا.
- المغرب الحالي وقتها كان سلطنة وليس مملكةـ كان يحكمها سلطان وليس ملك. وكان البلد يُسمى بلاد مراكش وليس المغرب.

## الأحـداث
- 1940 - تأسست الحركة النسائية المغربية.

## مواليد
- خناتة بنونة، كاتبة وأديبة مغربية.
- حورية سيناصر، فيلسوفة مغربية.
- فاطمة مرنيسي، عالمة اجتماع وكاتبة نسوية مغربية.
- زهور العلوي المدغري، وباحثة ومناضلة حقوقية.
- زينب بناني، ناشطة حقوق، سياسية، كاتبة ورسامة مغربية.
- محمد بوزوبع، مطرب مغربي يُعتبر من رواد فن الملحون.
- المفضل المغوتي، طيار مغربي، اتهم بالمشاركة في الانقلاب العسكري عام 1972 ليتم نقله إلى سجن تازمامارت.[1]

## الـمراجع
1. ↑  وفاة المفضل المغوتي.. مؤذن معتقل تازمامرت الذي قضى 18 عاما في “الجحيم” نسخة محفوظة 17 يناير 2021 على موقع واي باك مشين.